# جوشقان إسترك
جوشقان إسترك هي قرية في مقاطعة كاشان، إيران. عدد سكان هذه القرية هو 1,952 في سنة 2006.